# Каминг (Џорџија)
Каминг (Џорџија) (енгл. Cumming) град је у америчкој савезној држави Џорџија. По попису становништва из 2010. у њему је живело 5.430 становника.

## Демографија
Према попису становништва из 2010. у граду је живело 5.430 становника, што је 1.210 (28,7%) становника више него 2000. године.
| Група             | 2000.         | 2010.         |
| Белци             | 3.381 (80,1%) | 3.423 (63,0%) |
| Афроамериканци    | 85 (2,0%)     | 158 (2,9%)    |
| Азијати           | 11 (0,3%)     | 77 (1,4%)     |
| Хиспаноамериканци | 704 (16,7%)   | 1.707 (31,4%) |
| Укупно            | 4.220         | 5.430         |